# 16809 Galapagos
16809 Galapagos este o planetă minoră (asteroid), cu un diametru de 4,146 km, din centura de asteroizi. A fost descoperită pe 21 octombrie 1997 la Starkenburg-Sternwarte⁠(d) de Starkenburg-Sternwarte⁠(d) și a fost numită după Insulele Galápagos. 
Obiectul prezintă o orbită caracterizată de o semiaxă mare de 2,6439272 UAi, o excentricitate de 0,06, o înclinație de 8,62033 ° în raport cu ecliptica.